# سرا پداچه
سرا پداچه (به ایتالیایی: Serra Pedace) یک کومونه در ایتالیا است که در استان کزنتزا واقع شده‌است. سرا پداچه ۵۹ کیلومتر مربع مساحت و ۱٬۰۵۰ نفر جمعیت دارد و ۷۲۶ متر بالاتر از سطح دریا واقع شده‌است.